# テオ・ヤンセン (サッカー選手)
テオ・ヤンセン（Theo Janssen, 1981年7月27日 - ）は、オランダ・アーネム出身の元サッカー選手。オランダ代表である。ポジションはMF。

## 経歴

### クラブ
地元アーネムにあるフィテッセの下部組織出身であり、1998年12月12日にトップチームデビューした。2003-04シーズンはベルギー・ジュピラーリーグのKRCヘンクにレンタル移籍、2008年にFCトゥウェンテに移籍した。2009年11月、フィテッセ戦後に飲酒運転で事故を起こし、同乗していた3人のうちFCリーンデンに所属するKevin Moelikerは何日かの昏睡状態の後に死去した。ヤンセンはこの事故で肋骨を骨折し、飲酒運転の罪で2ヶ月の出場停止処分を受けた。2009-10シーズンはエールディヴィジ初優勝を果たし、2010年夏にはヨハン・クライフ・シャールを獲得した。2010-11シーズンはリーグ戦30試合に出場して自己最多の13得点を挙げた。リーグ戦ではアヤックス・アムステルダムに次ぐ2位に終わったが、KNVBカップでは優勝し、UEFAヨーロッパリーグでは準々決勝に進出した。2011年5月、オランダ年間最優秀選手賞を受賞した。
2011年5月23日、2年契約でアヤックス・アムステルダムに移籍した。リーグ戦29試合8ゴールと活躍し、アヤックスのリーグ優勝2連覇に貢献した。
2012年8月29日、古巣のフィテッセへ完全移籍。
2014年3月4日、現役を引退した。

### 代表
2006年8月16日、アイルランドとの親善試合でオランダ代表デビューした。同年9月9日にはUEFA EURO 2008予選のルクセンブルク戦に出場したが、UEFA EURO 2008本大会メンバーには落選した。2010年8月11日、ウクライナとの親善試合で4年ぶりに代表に復帰した。

#### 代表での全出場試合
| 出場 | 日時           | 場所                   | 相手           | 結果 | 得点 | 大会               |
| 2006 | 2006           | 2006                   | 2006           | 2006 | 2006 | 2006               |
| ---- | -------------- | ---------------------- | -------------- | ---- | ---- | ------------------ |
| 1    | 2006年8月16日  | ダブリン               | アイルランド   | 0-4  | 0    | 親善試合           |
| 2    | 2006年9月9日   | ルクセンブルク・シティ | ルクセンブルク | 0-1  | 0    | UEFA EURO 2008予選 |
| 2010 |                |                        |                |      |      |                    |
| 3    | 2010年8月11日  | ドネツィク             | ウクライナ     | 1-1  | 0    | 親善試合           |
| 4    | 2010年11月17日 | アムステルダム         | トルコ         | 1-0  | 0    | 親善試合           |
| 2011 |                |                        |                |      |      |                    |
| 5    | 2011年2月9日   | アイントホーフェン     | オーストリア   | 3-1  | 0    | 親善試合           |

## タイトル

### クラブ
FCトゥウェンテ
- エールディヴィジ : 2009-10
- KNVBカップ : 2010-11
- ヨハン・クライフ・シャール : 2010

アヤックス・アムステルダム
- エールディヴィジ : 2011-12

### 個人
- オランダ年間最優秀選手賞 : 2010-11